# Paz, piedad y perdón
«Paz, piedad y perdón» es como se conoce al discurso pronunciado por el presidente de la Segunda República española, Manuel Azaña, el 18 de julio de 1938 en el Ayuntamiento de Barcelona, a los dos años del comienzo de la guerra civil española. El discurso contiene un mensaje de reconciliación y fue elaborado con la intención de preparar a la opinión pública para lograr una mediación internacional y no prolongar la guerra.

## Contexto histórico

Mapa de España dos años después del inicio de la guerra a finales de 1938.

Tras dos años desde el comienzo de la Guerra Civil en España, la zona franquista no había dejado de ampliar los territorios bajo su control. Primero había ocupado la Cornisa Cantábrica durante la ofensiva del Norte, y durante la primavera de 1938 había conseguido dividir en dos la zona republicana en el Levante, a la altura de Castellón, tras las derrotas republicanas en Teruel y Aragón. En estos momentos las tropas franquistas centraban su ofensiva hacia Valencia en lugar de hacia Cataluña y Barcelona. Es en esta situación en la que el ejército republicano preparaba la contraofensiva conocida como la batalla del Ebro (de julio a noviembre de 1938), la de mayor envergadura de toda la guerra.
La zona republicana se encontraba en una situación de crisis política (roto el entendimiento de gobierno entre PSOE y PCE), militar y en un clima de desmoralización. La opinión pública consideraba que la derrota final era inevitable y muy cercana en el tiempo.
Sin embargo, el gobierno del socialista Juan Negrín, apoyado por el partido comunista, optará por la resistencia, como queda de manifiesto en los «Trece puntos» de abril de 1938. Había un distanciamiento entre el presidente del gobierno y figuras políticas destacadas como Indalecio Prieto, que había sido destituido como ministro de Defensa, así como con el presidente de la República, Manuel Azaña. El bando republicano quedaba dividido en dos sectores, el partido de la resistencia y el partido de la paz. Ambas tendencias contaban con apoyos significativos dentro del Ejército, aunque todavía la cúspide militar republicana confiaba en la política de resistencia del presidente Negrín.
Pese a todo el presidente de la República no llegó a retirar el apoyo al gobierno. Conforme avanzaba la guerra, «el camino de la mediación estaba cada vez más impregnado de la rendición incondicional»[cita requerida] dada la intransigencia manifestada por el gobierno de Burgos, y la cada vez mayor participación de los comunistas en el gobierno republicano. La mediación pactada, con apoyo del Reino Unido, quedaba, no obstante, como una posibilidad. Sin embargo, en el contexto internacional de las tensiones desencadenadas por la Alemania nazi tras la anexión de Austria (marzo de 1938) y la Crisis de los Sudetes en Checoslovaquia (abril-octubre de 1938), el gobierno republicano alimentaba los motivos para la resistencia pensando en la vinculación de la Guerra Civil con un probable conflicto a escala europea.
En estos momentos Azaña, que durante la guerra había estado en un segundo plano, tomó cierta iniciativa política, con riesgo de sobrepasar sus competencias constitucionales.
Los historiadores remarcan que estas llamadas al cese de la guerra y la negociación no se realizaron con la República ya perdida, «sino cuando estaba caliente y bien mediada», antes de la última gran ofensiva militar para recuperar la iniciativa en el Ebro.

## El discurso

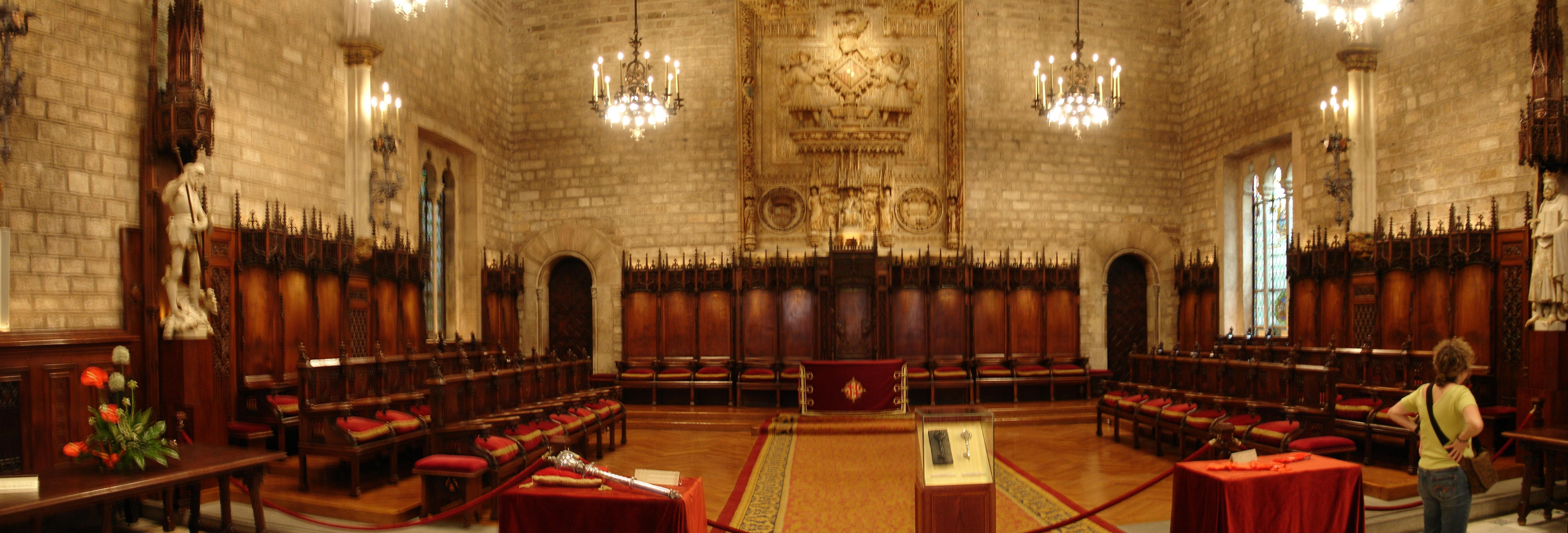
El Saló de Cent de Barcelona acogió el acto.

El discurso tuvo lugar a media tarde en el Saló de Cent de las Casas Consistoriales del Ayuntamiento de Barcelona, en el segundo aniversario del inicio de la contienda, con la asistencia, entre otros, de Negrín y Diego Martínez Barrio, presidente de las Cortes republicanas. El presidente fue recibido por el Ayuntamiento en pleno en las escalinatas. También asistieron representantes diplomáticos, el gobierno en pleno, el gobierno de la Generalidad de Cataluña y numerosos diputados. Al concluir, abandonaron el edificio juntos el presidente del consejo, Negrín, el ministro de Estado, Álvarez del Vayo, y el jefe del Estado Mayor de la Defensa, Vicente Rojo, quienes se dirigieron a pie por la calle Fernando hasta la Rambla y la Plaza de Cataluña, entre reconocimientos de los ciudadanos congregados.
El discurso de Azaña se interpreta como una reflexión sobre el absurdo de la guerra como solución al «problema español»: las «dos Españas», el separatismo, la identidad nacional. Azaña señala el daño más grave que la guerra estaba provocando en España:

Un dogma que excluye de la nacionalidad a todos los que no lo profesan, sea un dogma religioso, político o económico, [al que opone] la verdadera base de la nacionalidad y del sentimiento patriótico: que todos somos hijos del mismo sol y tributarios del mismo arroyo.
Manuel Azaña

Azaña, autor y orador del discurso, mantuvo un tono pausado, alejado de la arenga política. A lo largo de más de una hora (74 minutos) reflexionaba sobre la difícil situación en la que se encontraba España y aseguraba que ni los que la habían llevado a ese extremo eran conscientes de las consecuencias. También analizaba la guerra civil española en el contexto del conflicto europeo y denunciaba la presencia y la participación de Alemania e Italia.

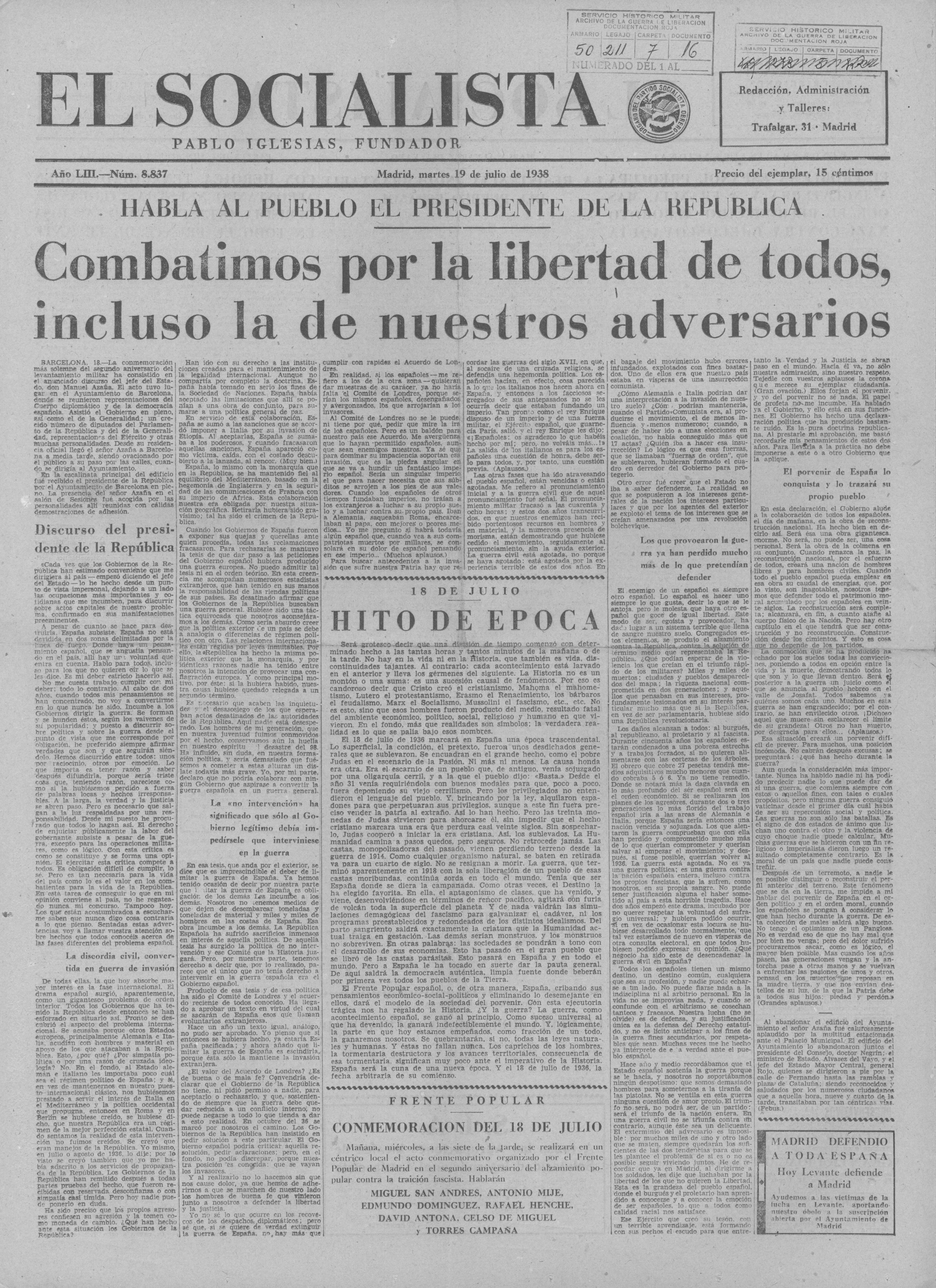
El discurso como noticia de portada del periódico El Socialista del día siguiente.

El discurso fue recogido, aunque adaptado, en periódicos como La Vanguardia, El Sol o El Socialista. El Socialista tituló el artículo con estas frases destacadas: «Combatimos por la libertad de todos, incluso la de nuestros adversarios», «Los que provocaron la guerra ya han perdido mucho más de lo que pretendían defender» y «El porvenir de España lo conquista y lo trazará su propio pueblo». Por su parte, La Vanguardia resaltó las siguientes frases: «La guerra es una guerra contra la nación española, incluso contra los propios fascistas» y «Cuando los españoles aspiraban y casi conseguían el dominio universal, se iban a guerrear a Italia, sojuzgaban a los italianos, pero no se les ocurrió traerlos a matar españoles a la orilla del Tajo y del Ebro a título de la fundación del Imperio español».
Aunque los «Trece puntos de Negrín» recogían también la amnistía para todos aquellos que cooperasen a la reconstrucción y engrandecimiento de España, el discurso de Azaña rezumaba un pesimismo sombrío; la idea de derrota y pacto, frente a los partidarios de prolongar la guerra bajo el lema «Resistir es vencer». Por otra parte, la utilización de la palabra «paz» al final de su discurso generó controversia entre los sectores del bando republicano que todavía apostaban por una victoria militar, y originó que fuera adaptado de forma diferente en los periódicos de cada tendencia. En El Socialista se reduce la terna final a «Piedad y perdón».
El discurso «condensa la lucidez emotiva y desolada del líder republicano. Es el legado de Azaña. Donde está él entero», según el historiador Santos Juliá.El también historiador Javier Tusell lo califica como «uno de los mejores de su vida, y probablemente el más brillante y emotivo de los que se oyeron durante la guerra». Además, Tusell no lo considera únicamente como una «invocación sentimental a la convivencia», «ni el mensaje de un hombre angustiado cuya capacidad de acción estaba limitada como presidente con escasos y disminuidos poderes efectivos»: era, también, «un discurso de evidente contenido político, que diseñaba un tipo de acción a seguir inmediatamente y que, en función de ella, trataba de crear un determinado estado de ánimo».

## Contenido del discurso
Los temas principales del discurso son la reconstrucción política del país, la unidad de España y el precio de la internacionalización de la guerra, así como las repercusiones de las guerras en el futuro de los pueblos.
Alguna de las ediciones impresas posteriores del discurso lo dividen en los siguientes epígrafes:
- El punto de vista nacional.
- Obligación de opinar.
- Fase internacional del problema español.
- La república y la sociedad de naciones.
- Nadie quiere aquí una guerra general.
- La limitación de la guerra.
- El acuerdo de Londres.
- Quién debe hacer salir de España a los extranjeros.
- Promesa de un imperio español.
- Cuestión de honra.
- La guerra civil agotada.
- Motivos erróneos de la rebelión.
- El daño irreparable.
- Lo que la guerra ha enseñado a los españoles que ya no lo supieran.
- Mejor empleo de la energía española.
- Incógnitas del mañana.
- Revelaciones de la conducta.
- Nadie sabe lo que se funda con una guerra.
- La voz de la patria eterna: paz, piedad y perdón.

El texto recoge la idea de la vinculación de la guerra civil con la escalada de la tensión en Europa, una llamada de atención a la Sociedad de Naciones para que intervenga en un conflicto español, el cual Azaña considera prolongado por culpa de la intervención de países extranjeros; esto es, la guerra civil como primera batalla de una aún desconocida guerra mundial. Intenta dejar a un lado la idea de bandos y centrar la reflexión sobre España:

La guerra civil está agotada en sus móviles porque ha dado exactamente todo lo contrario de lo que se proponían sacar de ella, y ya a nadie le puede caber duda de que la guerra actual no es una guerra contra el Gobierno, ni una guerra contra los gobiernos republicanos, ni siquiera una guerra contra un sistema político: es una guerra contra la nación española entera, incluso contra los propios fascistas, en cuanto españoles, porque será la nación entera quien la sufra en su cuerpo y en su alma.

Se dirige a todos los españoles, en los dos bandos:

Destaco entre ellas que todos los españoles tenemos el mismo destino. Un destino común, en la próspera y en la adversa fortuna. Cualesquiera que sea la profesión religiosa, el credo político, el trabajo y el acento. Y que nadie pueda echarse a un lado y retirar la puesta. No es que sea ilícito hacerlo: es que además, no se puede.

Reflexiona sobre la futura reconstrucción y adivina el peligro del caudillismo:

La reconstrucción de España será una tarea aplastante, gigantesca, que no se podrá fiar al genio personal de nadie, ni siquiera de un corto número de personas o de técnicos; tendrá que ser obra de la colmena española en su conjunto, cuando reine la paz, una paz que no podrá ser más que una paz española y una paz nacional, una paz de hombres libres, una paz para hombres libres.

El texto se va cerrando intentando hacer un llamamiento a la necesaria reconciliación y construcción de una sociedad tolerante cuando llegue la derrota de unos y la victoria de otros:

Pero es obligación moral, sobre todo de los que padecen la guerra, cuando se acabe como nosotros queremos que se acabe, sacar de la lección y de la musa del escarmiento el mayor bien posible, y cuando la antorcha pase a otras manos, a otros hombres, a otras generaciones, que les hierva la sangre iracunda y otra vez el genio español vuelva a enfurecerse con la intolerancia y con el odio y con el apetito de destrucción, que piensen en los muertos y que escuchen su lección: la de esos hombres que han caído magníficamente por una ideal grandioso y que ahora, abrigados en la tierra materna, ya no tienen odio, ya no tienen rencor, y nos envían, con los destellos de su luz, tranquila y remota como la de una estrella, el mensaje de la patria eterna que dice a todos sus hijos: paz, piedad, perdón.

Pero Azaña adivina que ni tan siquiera los actores de la misma guerra saben cuáles serán los cambios que producirá:

Nunca ha sabido nadie ni ha podido predecir nadie lo que se funda con una guerra; ¡nunca! Las guerras, y sobre todo las guerras civiles, se promueven o se desencadenan con estos propósitos, hasta donde llega la agudeza, el ingenio o el talento de las personas; pero jamás en ninguna guerra se ha podido descubrir desde el primer día cuáles van a ser sus profundas repercusiones en el orden social y en el orden político y en la vida moral…

## Historia editorial
Además de recogerse en la prensa republicana, el discurso fue impreso para su difusión por diferentes servicios de propaganda del bando republicano y traducido a varias lenguas. Algunas de las ediciones del mismo año 1938, conservadas en los fondos históricos de bibliotecas españolas son:
- Discurso pronunciado por el Presidente de la República el 18 de julio de 1938. Ediciones Españolas, 1938 (24 p.; 22 cm).
- Habla el Jefe de Estado: discurso pronunciado por Manuel Azaña y Díaz, en el Ayuntamiento de Barcelona, el 18 de julio de 1938. Comisariado de la Brigada (44 Brigada Mixta), 1938.
- Discurso pronunciado el 18 de julio de 1938 en Barcelona por el señor presidente de la República. Madrid: Subsecretaría de Propaganda, Delegación de Madrid, 1938 (30 p.; 15 cm).
- Discurso pronunciado en Barcelona y dirigido a los españoles... el 18 de julio de 1938. Madrid: Delegación de Propaganda y Prensa de Madrid, 1938 (2 h.; 32 cm).
- Discurso pronunciado por S.E. el presidente de la República el 18 de julio de 1938 en Barcelona. Madrid: Delegación de Propaganda de Izquierda Republicana, 1938? (30 p.; 15 cm).
- Discorso pronunciato a Barcellona, il 18 luglio 1938 (II Anniversario della Guerra di Spagna. 18 Luglio 1936-18 Luglio 1938). Comisariado de las Brigadas Internacionales, 1938 (22 p.; 23 cm).
- Discours prononcé par S.E. M. Manuel Azaña, Président de la République Espagnole, à l'Hôtel de Ville de Barcelone le 18 juillet 1938. Paris: Comité Franco-Espagnol, 1938? (29 p.; 21 cm).
- Discours prononcé par S.I. le president de la Republique Espagnole... à l'Hôtel de Ville de Barcelone le 18 juillet 1938. Editions Espagnoles, 1938 (40 págs., lám.; 16 cm).
- Speech delivered by Don Manuel Azaña... in Barcelona City Hall on July 18, 1938. Spanish Editions, 1938 (40 p.; 16 cm).

Con posterioridad fue editado por republicanos en el exilio y aparece en numerosas antologías y en sus obras completas.

## Historia de la grabación
Esta es la única grabación oral de un discurso de Azaña. Tiene una duración de 74 minutos. Los catorce discos de 78 revoluciones por minuto, en los que estaba regrabado el discurso original, llegaron a manos del Gobierno en febrero de 2004 gracias a un donante anónimo que lo recibió de la viuda de Azaña, Dolores Rivas Cherif, y los envió a la embajada de España en México. Las copias estaban en condiciones «regulares», cubiertas por una fina capa de grasa que impedía que las agujas reprodujeran la grabación. Para poder volver a escucharlas, Radio Nacional de España se encargó de su restauración.
En la grabación original no están recogidas las primeras palabras del presidente, por lo que podría dar la sensación de que este hablaba en nombre propio y no como jefe del Estado. El inicio del discurso sí apareció en la transcripción que La Vanguardia publicó el 20 de julio de 1938:

(Cada vez que los Gobiernos de la República) han estimado conveniente que me dirija a la opinión general del país, lo he hecho desde un punto de vista intemporal.

El documento sonoro está disponible en ediciones de la Sociedad Española de Conmemoraciones Culturales y en el Centro de Estudios Políticos y Constitucionales.

## Influencia y referencias posteriores
El discurso ha sido usado en diferentes momentos de la historia de España del siglo XX como referente de la reconciliación, especialmente en el período de la transición y durante el proceso de tramitación y aplicación de la ley de la memoria histórica (2007) y el intento de final negociado del terrorismo de ETA durante el primer gobierno socialista de Rodríguez Zapatero (2004-2008). Arzallus
Se han considerado las palabras de Azaña como una muestra sincera de la posibilidad de reconciliación pese a la violencia desencadenada en la guerra y algunos autores ven sus herederos intelectuales en Dionisio Ridruejo y Joaquín Ruiz-Giménez, ambos del bando sublevado (franquista), con responsabilidades públicas relevantes en el primer franquismo y alejados luego del régimen, que apostaron en la posguerra por «aceptar a los derrotados».
El escritor Manuel Vicent, al narrar la aprobación de Ley de Amnistía de 1977, conecta el sentimiento colectivo de «cierre de heridas» con el discurso de Azaña:

Pero ha habido un diputado, Arzallus, de la minoría vasco-catalana que ha elevado el tono a una categoría radiante y sus bellas palabras han convertido el sentido común en filosofía socrática, un eco de aquella oración de víscera sangrante, paz, piedad, perdón, que nuestros padres oyeron en una radio de capillita bajo la almohada en las altas noches desoladas de la guerra.
Manuel Vicent

En el clima de crispación de la campaña del referéndum sobre la OTAN de 1986, el historiador Juan Marichal, preocupado por la abstención del partido conservador Alianza Popular, cerraba su apelación a la concordia citando a Azaña:

Y por eso me aventuro a dirigir estas palabras de apelación a dichos dirigentes políticos y culturales, pidiéndoles que depongan su retraimiento y sus utopías retrospectivas. Sería pertinente hoy recordar aquella patética apelación del presidente Azaña: «Paz, piedad, perdón». Que puesta en lenguaje adecuado a las presentes circunstancias podría reformularse así: humildad, magnanimidad y compasión. Porque, lo que se ventila el 12 de marzo próximo para el futuro de España exige que la concordia presida nuevamente la conducta de la clase política y la de los ciudadanos.
Juan Marichal

Ante la petición en el Congreso por parte del partido político Esquerra Republicana de Catalunya de que el estado pidiera perdón a la familia por el fusilamiento de Lluís Companys, el diputado del Partido Popular Jorge Fernández, declaró que «con ese espíritu no se hubiera aprobado la Constitución de 1978», y concluyó afirmando que durante la transición «una generación renunció a legítimas reclamaciones» para desterrar el odio y seguir a Azaña cuando pedía «paz, piedad y perdón».
En sentido contrario, para resaltar lo que aún queda pendiente de repudio oficial y condena explícita al franquismo, el lema de Azaña es usado como colofón por Andrés Trapiello:

Esa es también la única posibilidad de admitir al fin que aquella fue la guerra de nuestros padres y de nuestros abuelos, pero no la nuestra, aunque la hayamos padecido, y de qué modo, y que acaso deberíamos huir de las generalizaciones para hallar cobijo en las tres famosas palabras de Azaña, paz, piedad, perdón.
Andrés Trapiello

Ante las agrias discusiones entre partidos políticos sobre el alcance de la amnistía en la transición, y sobre las responsabilidades de las autoridades públicas durante la guerra civil y el franquismo, o las reparaciones a presos políticos; se ha citado a veces la terna Paz, piedad y perdón para enfatizar la necesidad de concordia.
Al reseñar la biografía de Francisco Franco escrita por Paul Preston, Joaquín Estefanía usa la antítesis Franco-Azaña, tomando este discurso como eje:

Incapaz de comprender la complejidad del Estado y de la economía moderna, represor de las libertades, Franco fue la antítesis de aquellas palabras que escribió el presidente de la República, Manuel Azaña: paz, piedad, perdón. Paz para vivir, piedad para olvidar y perdón para recordar.
Joaquín Estefanía

El mismo Preston habla de una «tercera España», y opone el «paz, piedad y perdón» de Azaña frente a «la sangre como redención, que proponía el general Franco».
El discurso también se ha usado para favorecer la denominada «reconciliación» en el País Vasco, la negociación con el grupo terrorista ETA o las posibles medidas de generosidad del Estado ante los terroristas que dejen las armas; todo ello en el delicado equilibrio entre la memoria de las víctimas y la superación del rencor en la convivencia civil.